# 엘레이나 허프먼
엘레이나 허프먼(Alaina Huffman, 1980년 4월 17일 ~ ) 캐나다의 배우이다.

## 출연 작품
- 퍼펙션 - 팔로마 역